# Pierrefonds (Montréal)
Pour les articles homonymes, voir Pierrefonds.
Pierrefonds est un quartier et une ancienne ville canadienne située dans l'arrondissement de Pierrefonds-Roxboro, dans la région de Montréal, au Québec. En 2002, elle fusionne avec les autres villes et quartiers de l'île de Montréal afin de devenir un arrondissement montréalais.

## Géographie
Pierrefonds est situé dans l'ouest de l’île de Montréal. Il est bordé, à l’est et au nord, par les arrondissements Ahuntsic-Cartierville, L'Île-Bizard–Sainte-Geneviève, Saint-Laurent, la rivière des Prairies, les villes de Dollard-Des Ormeaux, Kirkland, Sainte-Anne-de-Bellevue, le village de Senneville, ainsi que le lac des Deux Montagnes au sud et à l’ouest.
Le quartier est traversé par plusieurs voies majeures. Les boulevards Gouin, Saint-Charles, Saint-Jean, des Sources sont les tracés fondateurs du territoires et constituent les assises du patrimoine ancien de l’arrondissement. Le parcours du boulevard de Pierrefonds occupe un rôle de « rue principale »  depuis la fin de la Seconde guerre : il concentre en son long les institutions modernes, les commerces courants et le bâti résidentiel de grand gabarit. L’autoroute 13, située à l’extrémité est de Pierrefonds, agit comme voie collectrice pour les déplacements d’échelle métropolitaine.
Le maillage viaire est complété par la voie ferrée d'Exo. Appelé à être converti à court-terme en ligne de métro léger, dans le cadre du projet de Réseau express métropolitain, ce lien ferroviaire de haute-capacité constitue la colonne de développement de la partie est du territoire.

## Démographie
La population de Pierrefonds se chiffre à 63 356 habitants. La plupart de ces habitants se retrouve dans des ménages familiaux, et l’arrondissement connaît une forte croissance de nids vides. Lors des vingt-cinq dernières années, le centre de l’arrondissement a connu une concentration de la population âgée, particulièrement dans les tours d’habitations localisées le long des berges de la rivière des Prairies. Certains de ces secteurs concentrent une population âgée de plus de 60 ans dans une proportion qui varie de 30 à 50%.
On observe certaines poches de pauvreté et d’immigration récente dont les limites concordent grossièrement. 36% de la population est issue de l’immigration. Cette immigration s’est faite surtout de l’Asie du Sud-Est, mais également du monde arabe et des Caraïbes. Les groupes les plus importants sont les Philippins, les Égyptiens, les Indiens, les Haïtiens, les Libanais, les Srilankais ― toutes des communautés qui comptent plus de 1 000 immigrants parmi les Pétrifontains.
La récurrence de diverses langues maternelles montre une population extrêmement diversifiée : 28% de la population a le français comme langue maternelle, 31% a l’anglais et 35% a une autre langue. Parmi ces autres langues, l’arabe est prédominant avec plus de 6% de locuteurs maternels parmi la population.
Les secteurs résidentiels constitués de logement locatifs et coopératifs dans l’extrême est de Pierrefonds, ainsi qu’à l’extrémité est du boulevard de Pierrefonds, sont ceux qui regroupent la plus grande diversité ethnoculturelle.

### Évolution démographique de la municipalité
Le tableau suivant fait état de l'évolution du nombre d'habitants de Pierrefonds alors qu'il constituait une municipalité.
| 1971   | 1976   | 1981   | 1986   | 1991   | 1996   | 2001   |
| ------ | ------ | ------ | ------ | ------ | ------ | ------ |
| 33 010 | 35 402 | 38 390 | 39 605 | 48 735 | 52 985 | 54 965 |

## Histoire
Les Amérindiens ont occupé pendant des millénaires les berges de l’arrondissement en raison de sa situation aux confluents de plusieurs cours d’eau. L’occupation sédentaire débute en 1717, alors que les Jésuites concèdent les terres de la côte Sainte-Geneviève et font ouvrir ce qui constitue aujourd’hui le boulevard Gouin. La municipalité de paroisse de Sainte-Geneviève est érigée le 1er juillet 1847, puis dissoute avant d'être érigée de nouveau le 1er juillet 1855.
Pierrefonds est donc d'abord surtout agricole. Lors des décennies 1910, 1920 et 1930, de riches bourgeois puis des communautés religieuses s’installent le long de la rivière des Prairies et du lac des Deux Montagnes. À partir de 1930, des secteurs moins propices à l’agriculture, parce qu’inondés de façon récurrente, se voient érigés en secteurs de villégiature. On observe ce phénomène notamment aux abords des plages Cristal et Noël, ainsi que le long de la « rive Boisée ».
Le village de Sainte-Geneviève se détache de la paroisse le 1er janvier 1860. En 1958, un charte de ville est accordée à la paroisse de Sainte-Geneviève-de-Pierrefonds; celle-ci devient la ville de Pierrefonds. Le territoire s’est rapidement urbanisé sous le mode de la banlieue d’étalement dès 1958, si bien que l’agriculture a brusquement disparu au cours des 10 dernières années ― exception faite de la ferme D3 Pierres, œuvrant dans la réinsertion sociale. La plupart des espaces libres de Pierrefonds sont en fait d’anciennes terres agricoles enfrichées ou des milieux fréquemment inondés. Certains de ces espaces libres ont été, depuis les années 1980, récupérés à des fins sociales et récréatives. L’arrondissement renferme en effet un joyau montréalais inestimable : on y trouve quatre des dix parcs-nature de l’île de Montréal, et ces quatre parcs couvrent plus de 600 hectares de milieux naturels ou renaturalisés destinés à la conservation, au loisir et à la récréation. On retrouve les parcs-nature du Cap-Saint-Jacques et de l’Anse-à-l’Orme sur les berges du lac des Deux Montagnes et de la rivière à l’Orme à l’extrême ouest du territoire, le parc-nature des Rapides-du-Cheval-Blanc au centre du territoire, puis le parc-nature du Bois-de-Liesse à la limite ouest.
Les villes de Dollard-Des Ormeaux, L’Île-Bizard, Pierrefonds, Roxboro et Sainte-Anne-de-Bellevue, ainsi que les villages de Sainte-Geneviève et Senneville ont été fusionnées à la ville de Montréal le 1er janvier 2001. Le territoire de l’arrondissement de Pierrefonds–Roxboro est le résultat de la reconstitution d’une partie des arrondissements de L’Île-Bizard―Sainte-Geneviève―Sainte-Anne-de-Bellevue, Dollard-Des Ormeaux―Roxboro et Pierrefonds–Senneville en 2006, à la suite de la défusion des villes de Sainte-Anne-de-Bellevue et Dollard-Des Ormeaux, ainsi que du village de Senneville.

## Culture et patrimoine

### Personnalité liée à la localité
Pierrefonds a vu naître, en 1961, la chanteuse française Mylène Farmer, l'autrice-interprète ayant vendu le plus de disques en Europe francophone.